# Lista odcinków serialu Shooter
Poniżej znajduje się lista odcinków serialu telewizyjnego Shooter – emitowanego przez amerykańską stację telewizyjną  USA Network od 15 listopada 2016 roku do 13 września 2018 roku. Powstały trzy serię, które łącznie składają się z 31 odcinków. W Polsce serial był udostępniony od 16 listopada 2017 roku do 14 września 2018 roku przez platformę internetową Netflix Polska
| Sezon | Sezon | Odcinki | Oryginalna emisja | Oryginalna emisja | Oryginalna emisja           | Oryginalna emisja | Oryginalna emisja |
| Sezon | Sezon | Odcinki | Premiera sezonu   | Finał sezonu      | Premiera sezonu             | Finał sezonu      |                   |
| ----- | ----- | ------- | ----------------- | ----------------- | --------------------------- | ----------------- | ----------------- |
|       | 1     | 10      | 15 listopada 2016 | 17 stycznia 2017  | 16 listopada 2016 (Netflix) | 18 stycznia 2017  |                   |
|       | 2     | 8       | 18 lipca 2017     | 5 września 2017   | 19 lipca 2017               | 6 września 2017   |                   |
|       | 3     | 13      | 21 czerwca 2018   | 13 września 2018  | 22 czerwca 2018 (Netflix)   | 14 września 2018  |                   |

## Sezon 1 (2016-2017)
| Nr | #  | Tytuł               | Reżyseria          | Scenariusz                 | Premiera USA Network | Premiera Netflix Polska |
| -- | -- | ------------------- | ------------------ | -------------------------- | -------------------- | ----------------------- |
| 1  | 1  | Point of Impact     | Simon Cellan Jones | John Hlavin                | 15 listopada 2016    | 16 listopada 2016       |
| 2  | 2  | Exfil               | Simon Cellan Jones | John Hlavin                | 22 listopada 2016    | 23 listopada 2016       |
| 3  | 3  | Musa Qala           | Roxann Dawson      | Adam E. Fierro             | 29 listopada 2016    | 30 listopada 2016       |
| 4  | 4  | Overwatch           | Simon Cellan Jones | T.J. Brady, Rasheed Newson | 6 grudnia 2016       | 7 grudnia 2016          |
| 5  | 5  | Recon by Fire       | Adam Davidson      | Dara Resnik                | 13 grudnia 2016      | 14 grudnia 2016         |
| 6  | 6  | Killing Zone        | Simon Cellan Jones | Matt Bosack                | 20 grudnia 2016      | 21 grudnia 2016         |
| 7  | 7  | Danger Close        | Christoph Schrewe  | Tim Talbott                | 27 grudnia 2016      | 28 grudnia 2016         |
| 8  | 8  | Red on Red          | Kevin Bray         | Matthew Newman             | 3 stycznia 2017      | 4 stycznia 2017         |
| 9  | 9  | Ballistic Advantage | Christoph Schrewe  | T.J. Brady, Rasheed Newson | 10 stycznia 2017     | 11 stycznia 2017        |
| 10 | 10 | Primer Contact      | Simon Cellan Jones | John Hlavin                | 17 stycznia 2017     | 18 stycznia 2017        |

## Sezon 2 (2017)
| Nr | # | Tytuł                      | Reżyseria      | Scenariusz                    | Premiera USA Network | Premiera Netflix Polska |
| -- | - | -------------------------- | -------------- | ----------------------------- | -------------------- | ----------------------- |
| 11 | 1 | The Hunting Party          | Yuval Adler    | John Hlavin                   | 18 lipca 2017        | 19 lipca 2017           |
| 12 | 2 | Remember the Alamo         | Yuval Adler    | Will Staples                  | 25 lipca 2017        | 26 lipca 2017           |
| 13 | 3 | Don't Mess With Texas      | Jaime Reynoso  | T.J. Brady, Rasheed Newson    | 1 sierpnia 2017      | 2 sierpnia 2017         |
| 14 | 4 | The Dark End of the Street | David Straiton | Kate Barnow                   | 8 sierpnia 2017      | 9 sierpnia 2017         |
| 15 | 5 | The Man Called Noon        | Lukas Ettlin   | Jennifer Cacicio, John Hlavin | 15 sierpnia 2017     | 16 sierpnia 2017        |
| 16 | 6 | Across the Rio Grande      | David Straiton | Matthew Newman                | 22 sierpnia 2017     | 23 sierpnia 2017        |
| 17 | 7 | Someplace Like Bolivia     | Chloe Domont   | John Hlavin                   | 29 sierpnia 2017     | 30 sierpnia 2017        |
| 18 | 8 | That'll Be the Day         | Jaime Reynoso  | Scott Gold                    | 5 września 2017      | 6 września 2017         |

## Sezon 3 (2018)
| Nr | #  | Tytuł                     | Reżyseria            | Scenariusz                                  | Premiera USA Network | Premiera Netflix Polska |
| -- | -- | ------------------------- | -------------------- | ------------------------------------------- | -------------------- | ----------------------- |
| 19 | 1  | Backroads                 | Jaime Reynoso        | T.J. Brady, Rasheed Newson                  | 21 czerwca 2018      | 22 czerwca 2018         |
| 20 | 2  | Red Meat                  | David Straiton       | John Hlavin                                 | 28 czerwca 2018      | 29 czerwca 2018         |
| 21 | 3  | Sins of the Father        | Amanda Marsalis      | Amanda Segel                                | 5 lipca 2018         | 6 lipca 2018            |
| 22 | 4  | The Importance of Service | Christopher Schrewe  | Jennifer Cacicio                            | 12 lipca 2018        | 13 lipca 2018           |
| 23 | 5  | A Call to Arms            | David Straiton       | Matt Bosack                                 | 19 lipca 2018        | 20 lipca 2018           |
| 24 | 6  | Lines Crossed             | Jessica Lowrey       | T.J. Brady, Rasheed Newson                  | 26 lipca 2018        | 27 lipca 2018           |
| 25 | 7  | Swing Vote                | Christoph Schrewe    | Scott Gold, Tim Walsh                       | 2 sierpnia 2018      | 3 sierpnia 2018         |
| 26 | 8  | The Red Badge             | Chloe Domont         | John Hlavin                                 | 9 sierpnia 2018      | 10 sierpnia 2018        |
| 27 | 9  | Alpha Dog                 | Hanelle M. Culpepper | Amanda Segel                                | 16 sierpnia 2018     | 17 sierpnia 2018        |
| 28 | 10 | Orientation Day           | David Straiton       | Jennifer Cacicio, Desta Tedros Reff         | 23 sierpnia 2018     | 24 sierpnia 2018        |
| 29 | 11 | Family Fire               | Ami Canaan Mann      |                                             | 30 sierpnia 2018     | 31 sierpnia 2018        |
| 30 | 12 | Patron Saint              | Millicent Shelton    | David Daitch, Katie Johnson, Matthew Newman | 6 września 2018      | 7 września 2018         |
| 31 | 13 | Red Light                 | David Straiton       | John Hlavin                                 | 13 września 2018     | 14 września 2018        |